# Achille Capliez
Achille Capliez, né le 22 mai 1880 à Cambrai et mort le 30 janvier 1969 à Valenciennes, est un artiste-peintre français.

## Biographie
Achille Capliez est né le 22 mai 1880 à Cambrai. Il est le fils d'Achille Capliez et de Marie Vaillant. Il se marie à Cambrai une première fois à Marie-Louise Wrelle, le 16 septembre 1905 ; puis une seconde fois à Lille avec Jeanne Verret (6 mars 1923). Il décède le 30 janvier 1969 à Valenciennes.
Après avoir fait ses classes en copiant des tableaux orientalistes aux musées du Nord de la France (Valenciennes et Cambrai), Achille Capliez s'oriente vers la création de paysages, de portraits et de scènes de genre. Installé à Lille où il a son atelier, Achille Capliez y est actif des années 1920 aux années 1950. 
En 1951, Achille Capliez travaille à Fresnoy-le-Grand, un village de l'Aisne, où il exécute quelques toiles,  notamment Hommage aux Vieux de Fresnoy-le-Grand peint en avril 1951 et La soupe des vieux, toile peinte en avril-mai 1951.
Avec sa palette très colorée, aux influences post-impressionnistes, il parcourt surtout les régions du Nord de la France qu'il croque à l'envi (Cambrai, Lille, Valenciennes, Béthune, Cassel). Il peint également des portraits de famille, de ses amis, et d'inconnus (mineurs, ouvriers, militaires, ...).

## Œuvres

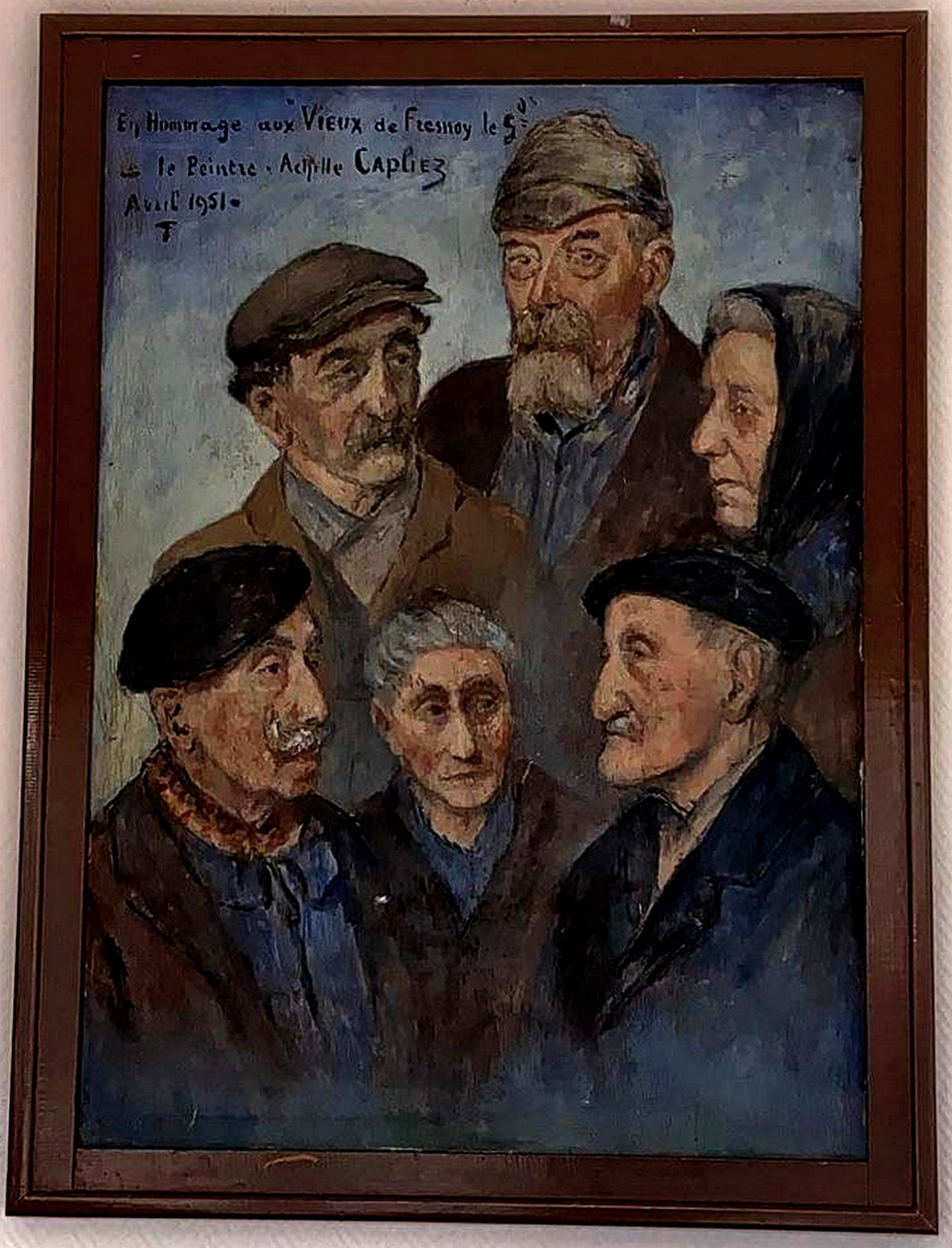
En Hommage aux Vieux de Fresnoy le Grand

Le musée de Valenciennes possède une de ses œuvres, acquise en 1987 : La Captive, huile sur toile (65 cm × 80 cm), 1922.
Achille Capliez a réalisé notamment :
- Portrait de Notable, huile sur toile (71 cm × 54 cm), 1922.
- Portrait Orientaliste de Femme, huile sur toile (65 cm × 50 cm), 1922.
- Portrait de Femme en Costume, huile sur toile (33 cm × 41 cm), 1925.
- Moulin de Cassel, huile sur toile (65 cm × 65 cm), 1929.
- Étude de la toile des Charitables de Béthune, huile sur papier (65 cm × 45 cm), années 1920.
- La Deûle, huile sur toile (55 cm × 46 cm), 1932.
- Vue Urbaine, la Place et les Boutiques, huile sur toile (37 cm × 46 cm), 1932.
- Péniche devant le Cabaret Rond à Lille, huile sur toile (41 cm × 33 cm), 1933.
- Madame Capliez, huile sur toile (33 cm × 41 cm), 1937.
- Autoportrait, huile sur toile (65 cm × 56 cm), 1939.
- Cour de Ferme, huile sur toile (41 cm × 33 cm), 1939.
- La Promenade au Parc, huile sur toile (41 cm × 33 cm), 1941.
- Hommage aux Vieux de Fresnoy-le-Grand, avril 1951
- Personnage, huile sur papier (39 cm × 31 cm), 1956.
- Ranchan, huile sur toile (46 cm × 28 cm), 1956.